# Les Borges del Camp
Les Borges del Camp è un comune spagnolo di 1 620 abitanti situato nella comunità autonoma della Catalogna.